# Flagrant délit
Pour les articles homonymes, voir Flagrant délit (homonymie).
« Délit flagrant » redirige ici. Pour l’article homophone, voir Délits flagrants.

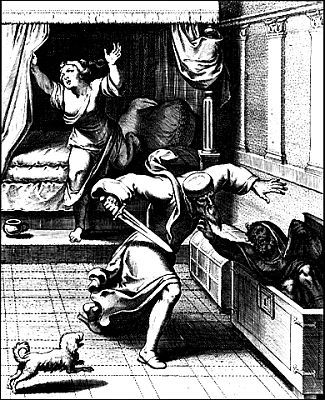
In flagranti (1607).

Le flagrant délit ou délit flagrant (venant de l'expression latine in flagrante delicto) est une situation dans laquelle une infraction est en train d'être commise, ou vient d'être commise.
Souvent, une personne est prise sur le fait au moment de son infraction ou immédiatement après et en possession d'indices laissant supposer sa participation à cette infraction.

## Par pays

### Belgique
Un flagrant délit, soit infraction qui est découverte au moment où elle est commise, est prévu dans le Code pénal belge.

### Canada
Bien que le terme « flagrant délit » n'est pas énoncé tel quel dans le Code criminel, être aperçu par un policier en train de commettre une infraction criminelle est un motif d'arrestation sans mandat, d'après l'article 495 (1) b) C.cr..
Le flagrant délit est aussi un motif qui justifie une arrestation citoyenne, d'après l'art. 494 C.cr.
Par une lecture a contrario de l'art. 495 (1) a) et b) C.cr., on peut déduire que le flagrant délit est le seul motif d'arrestation possible pour une infraction sommaire pure, car l'acte criminel de l'art. 495 a) C.cr. comprend les infractions hybrides, mais n'inclut pas les infractions sommaires pures, d'après 34 (1) de la Loi d'interprétation canadienne.

### France
En droit français, le flagrant délit est une situation dans laquelle une personne est prise sur le fait au moment de son infraction ou immédiatement après et en possession d'indices laissant supposer sa participation à cette infraction.
Elle donne alors lieu à une enquête de flagrance.

### Suisse
Selon le Code de procédure pénale suisse, « La police est tenue d’arrêter provisoirement et de conduire au poste toute personne qu’elle a surprise en flagrant délit de crime ou de délit ou qu’elle a interceptée immédiatement après un tel acte ». Si la police n'est pas disponible, des particuliers peuvent également intercepter des personnes en flagrant délit.